# Gasterophilus haemorrhoidalis

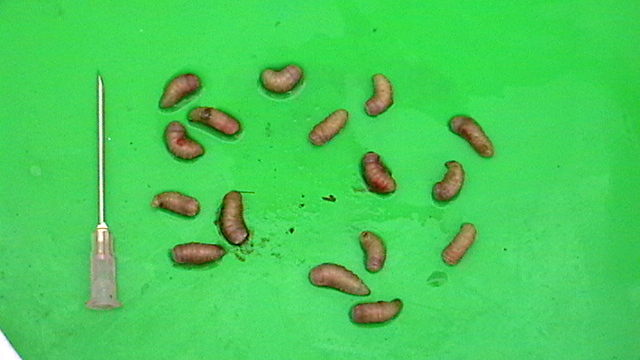

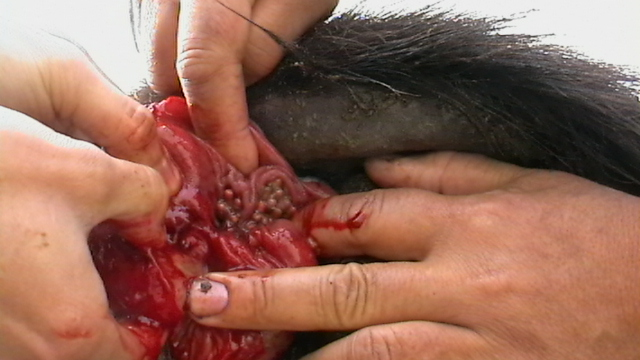

Gasterophilus haemorrhoidalis là một loài động vật ký sinh thuộc chi Gasterophilus đẻ trứng trên môi và quanh miệng con ngựa, con la và cừu và hươu.
Trong họ Ngựa, ấu trùng giai đoạn 3 bám chặt vào dạ dày và cũng bám vào trực tràng, đôi khi với số lượng lớn.  Loài này không ký sinh trên con người.